# Drahňovice
Drahňovice település Csehországban, a Benešovi járásban. Drahňovice Český Šternberk, Divišov, Sázava, Ostředek, Choratice, Xaverov és Rataje nad Sázavou településekkel határos. Lakosainak száma 115 fő (2024. január 1.).

## Népesség
A település lakosságának változását az alábbi diagram mutatja:
| Lakosok száma | 239  | 263  | 226  | 130  | 68   | 61   | 101  | 98   | 107  | 115  |
|               | 1869 | 1890 | 1921 | 1950 | 1980 | 2001 | 2017 | 2019 | 2022 | 2024 |